# Districte de Caen
El Districte de Caen és un dels quatre districtes del departament francès de Calvados a la Normandia. La capital és Caen, que alhora ho és del departament, de la regió i de diversos cantons. Els cantons d'aquest districte són:
- Cantó de Bourguébus
- Cantó de Bretteville-sur-Laize
- Cantó de Cabourg
- Cantó de Caen-1
- Cantó de Caen-2
- Cantó de Caen-3
- Cantó de Caen-4
- Cantó de Caen-5
- Cantó de Caen-6
- Cantó de Caen-7
- Cantó de Caen-8
- Cantó de Caen-9
- Cantó de Caen-10
- Cantó de Creully
- Cantó de Douvres-la-Délivrande
- Cantó d'Évrecy
- Cantó de Falaise-Nord
- Cantó de Falaise-Sud
- Cantó de Morteaux-Coulibœuf
- Cantó d'Ouistreham
- Cantó de Thury-Harcourt
- Cantó de Tilly-sur-Seulles
- Cantó de Troarn
- Cantó de Villers-Bocage